# Liu Qiong
Liu Qiong (刘琼S, Liú QióngP; Pechino, 16 ottobre 1913 – Shanghai, 28 aprile 2002) è stato un attore e regista cinese.
In occasione del centenario della nascita dell'industria cinematografica in Cina nel 2005, la China Film Performance Art Academy l'ha inserito nella lista dei "100 migliori attori in 100 anni di cinema cinese".